# Jitka Walterová
Jitka Walterová, provdaná Sivková (12. září 1947, Praha) je česká malířka, grafička, animátorka a ilustrátorka. Podílela se na tvorbě mnoha českých animovaných filmů. Věnuje se také grafice a ilustrátorské tvorbě. Zúčastnila se několika samostatných i skupinových výstav.

## Život
Jitka Walterová se narodila 12. září 1947 v Praze. V letech 1963 až 1967 absolvovala pražskou Střední odbornou výtvarnou školu. Po maturitě studovala na Vysoké škole uměleckoprůmyslové v Praze v ateliéru užité grafiky a ilustrace u Antonína Strnadla, Jiřího Trnky, Zdeňka Sklenáře a Josefa Nováka. Absolvovala v roce 1973 a od té doby spolupracovala se Studiem Bratři v triku. Výtvarně spolupracovala na filmech Horníkova růže, Co jsem princi neřekla a Mozart v Praze. Spolupracovala také s Českou televizí, kde se výtvarně podílela na snímcích Ostrov a Nešťastná svatba. Od roku 1972 se podílela na výtvarném zpracování televizních večerníčků a animovaných filmů a zaměřovala se na ilustrační tvorbu knih pro děti. Na konci osmdesátých let 20. století se věnovala také volné malbě.

## Dílo
Díla Jitky Waltrové jsou zastoupena mimo jiné ve sbírkách Národního muzea a Národní galerie v Praze, Památníku národního písemnictví, Galerie výtvarného umění v Havlíčkově Brodě a Oblastní galerie v Liberci.

### Knižní ilustrace
Jitka Walterová ilustrovala více než 60 knih převážně pro dětského čtenáře. Nejznámější ilustrace knih pro děti:
- Fráňa Šrámek: Čas nadějí, čas něhy (1973)
- Lubomír Tomeka: Psí knížka (1975)
- Bohumil Říha: O rezavém hráči a huňatém pánovi (1981)
- Milena Lukešová: Akaromka (1982)
- Jan Suchl: Medvědí král (1988)
- Aida Brumovská: Příběhy od Pavoučího pramene (1991)
- Aida Brumovská: Jak se kamarádí s kočkou (1996)
- knížky autorky zvířecích příběhů Lucy Daniels Koťata v kuchyni (2002), Křeček drží dietu (2003), Poník se ztratil (2003), Morče ve skleníku (2004), Dalmatin na útěku (2004), Chrt na vřesovišti (2005), Kočka v hrobce (2006), Gorilí máma (2006) a Bígl hledá kamarádku (2007)[4]

### Animované filmy
Mnohé animované filmy, na nichž se Jitka Walterová podílela, se stále dostávají na televizní obrazovky:
- Horníkova růže (1974)
- Co jsem princi neřekla (1975)
- Pohádková planeta (1986)
- O Malence (1988)
- Nils a divoké husy (1995)
- cyklus večerníčků Broučci (1995, 1997)
- cyklus večerníčků Broučkova rodina (1999)

### Výstavy
První samostatná výstava Jitky Walterové se konala v roce 1973 v Pražské Galerii Fronta, v roce 1983 jí uspořádala Oblastní galerie Liberec výstavu Ilustrace dětské knihy. Účastnila se mimo jiné kolektivních výstav v Praze (1972, 1973, 1976, 1977, 1990), Bologni (1975, 1986), Brně (1984, 1988), Bratislavě (1989). V roce 1999 vystavovala společně se spolužáky z ateliéru Zdeňka Sklenáře v Prostějově pod názvem 1+17.

## Ocenění
Získávala mnohá ocenění zejména za ilustrační tvorbu. V roce 1976 obdržela Cenu Jiřího Trnky za animovaný film.